# 編乃肌
編乃肌（あみのはだ）は、日本の小説家である。旧名義に「肌」がある。

## 概要
石川県出身。元々、本好きで、小学校3年生くらいのときに初めて小説執筆を行った。小説を書き始めた頃に憧れていた作家・作品としてあさのあつこの『NO.6』と石田衣良の『池袋ウエストゲートパーク』などの名前を挙げている。また、映画では古沢良太が脚本を務める映画が好きだと話しており、『キサラギ』を好きな作品として挙げている。2016年の第2回お仕事小説コンでは、「肌」名義で投稿した作品「あなたのドコカに花が咲く」が特別賞を受賞し、後に同作を『花屋「ゆめゆめ」で不思議な花束を』と改題、自身もペンネームを「編乃肌」に改名して2017年3月デビューを果たした。「肌」名義で投稿した小説投稿サイト「小説家になろう」における初投稿作品『余命六ヶ月延長してもらったから、ここからは私の時間です』は、2017年1月の第1回モーニングスター大賞で『余命六ヶ月延長してもらったから、ここからは私の時間です』で受賞を果たしている。2022年の第10回ネット小説大賞では『世界で一番『可愛い』雨宮さん、二番目は俺。』で受賞を果たしている。

## 作品一覧

### 小説

#### ライト文芸
- 花屋「ゆめゆめ」シリーズ（イラスト: 細居美恵子、ファン文庫〈マイナビ出版〉）
  1. 『花屋「ゆめゆめ」で不思議な花束を』（2017年3月17日、ISBN 978-4-8399-6197-8）[10]
  2. 『花屋「ゆめゆめ」で花香る思い出を』（2017年8月22日、ISBN 978-4-8399-6401-6）[11]
  3. 『花屋「ゆめゆめ」であなたに咲く花を』（2018年4月19日、ISBN 978-4-8399-6557-0）[12]
- 『金沢つくも神奇譚〜万年筆の黒猫と路地裏の古書店〜』（2018年10月22日、イラスト: Minoru、ファン文庫〈マイナビ出版〉、ISBN 978-4-8399-6750-5）[13]
- 『週末カフェで猫とハーブティーを』（2019年8月28日、イラスト: 細居美恵子、スターツ出版文庫〈スターツ出版〉、ISBN 978-4-8137-0741-7）[14]
- 『金沢加賀百万石モノノケ温泉郷 オキツネの宿を立て直します!』（2019年12月16日、イラスト: Laruha、ポルタ文庫〈新紀元社〉、ISBN 978-4-7753-1796-9）[15]
- 『隠れ漫画家さんと飯スタントな魔人さん 〆切前のニラ玉チャーハン』（2020年4月17日、イラスト: 烏羽雨、ファン文庫〈マイナビ出版〉、ISBN 978-4-8399-7284-4）[16]
- 『腹ペコ神さまがつまみ食い』シリーズ（イラスト: 紅木春、ファン文庫〈マイナビ出版〉）
  1. 『腹ペコ神さまがつまみ食い〜深夜一時の訪問者たち〜』（2019年9月20日、ISBN 978-4-8399-6905-9）[17]
  2. 『腹ペコ神さまがつまみ食い〜深夜二時のミニオムライス〜』（2020年6月19日、ISBN 978-4-8399-7231-8）[18]
- 『金沢あまやどり茶房 雨降る街で、会いたい人と不思議なひと時』（イラスト: くにみつ、2020年7月31日、アルファポリス文庫〈アルファポリス〉）[19]
- 『ウソつき夫婦のあやかし婚姻事情』シリーズ（イラスト: 漣ミサ、スターツ出版文庫〈スターツ出版〉）
  1. 『ウソつき夫婦のあやかし婚姻事情〜旦那さまは最強の天邪鬼!?〜』（2020年3月28日、ISBN 978-4-8137-0877-3）[20]
  2. 『ウソつき夫婦のあやかし婚姻事情〜天邪鬼旦那さまと新婚旅行!?〜』（2020年9月28日、ISBN 978-4-8137-0975-6）[21]
- 『百物語先生ノ夢怪談〜不眠症の語り部と天狗の神隠し〜』（イラスト: TAKOLEGS、2021年6月18日、ファン文庫〈マイナビ出版〉、ISBN 978-4-8399-7553-1）[22]
- 『かりそめ夫婦の育神日誌〜神様双子、育てます〜』（イラスト: 鈴倉温、2021年7月18日、スターツ出版文庫〈スターツ出版〉、ISBN 978-4-8137-1125-4）[23]

##### アンソロジー
- 『5分で読める12編のアンソロジー』シリーズ
  - 『京都であった泣ける話』（共著: 朝比奈歩・神野オキナ・桔梗楓・貴船弘海・杉背よい・天ヶ森雀・那識あきら・鳴海澪・ひらび久美・溝口智子・矢凪、2021年1月14日、ファン文庫TearS〈マイナビ出版〉、ISBN 978-4-8399-7514-2）[24]
  - 『動物園であった泣ける話』（共著: 楠谷佑・溝口智子・烏丸紫明・猫屋ちゃき・霜月りつ・鳩見すた・水城正太郎・那識あきら・朝比奈歩・浅海ユウ・一色美雨季、2021年4月13日、ファン文庫TearS〈マイナビ出版〉、ISBN 978-4-8399-7517-3）[25]
  - 『猫の泣ける話』（共著: 天ヶ森雀・沖田円・浜野稚子・一色美雨季・澤ノ倉クナリ・烏丸紫明・日野裕太郎・神野オキナ・国沢裕・浅海ユウ、那識あきら、2021年6月11日、ファン文庫TearS〈マイナビ出版〉、ISBN 978-4-8399-7609-5）[26]
  - 『同窓会であった泣ける話』（共著: 杉背よい・鳩見すた・桔梗楓・溝口智子・矢凪・遠原嘉乃・田井ノエル・日野裕太郎・神野オキナ・朝来みゆか・国沢裕、2021年7月13日、ファン文庫TearS〈マイナビ出版〉、ISBN 978-4-8399-7694-1）[27]
  - 『将棋であった泣ける話』（共著: 桔梗楓・水城正太郎・矢凪・溝口智子・田井ノエル・萩鵜アキ・日野裕太郎・澤ノ倉クナリ・朝来みゆか・猫屋ちゃき・井上尚樹、2021年9月13日、ファン文庫TearS〈マイナビ出版〉、ISBN 978-4-8399-7696-5）[28]

#### ライトノベル
- 『余命六ヶ月延長してもらったから、ここからは私の時間です』（イラスト: ひだかなみ、モーニングスターブックス〈新紀元社〉）
  1. 『余命六ヶ月延長してもらったから、ここからは私の時間です 上』（2017年09月22日、ISBN 978-4-7753-1514-9）[29]
  2. 『余命六ヶ月延長してもらったから、ここからは私の時間です 下』（2017年09月22日、ISBN 978-4-7753-1515-6）[30]
  3. 『余命六ヶ月延長してもらったから、ここからは私の時間です ラストメモリー』（2018年2月22日、ISBN 978-4-7753-1581-1）[31]
- 『幼馴染みで悪魔な騎士は、私のことが大嫌い』（2018年8月10日、イラスト: おの秋人、ビーズログ文庫〈KADOKAWA〉、ISBN 978-4-04-735253-7）[32]
- 『世界で一番『可愛い』雨宮さん、二番目は俺。』（イラスト: 桑島黎音、GCN文庫〈マイクロマガジン社〉）
  1. 2023年2月20日発売[33]、ISBN 978-4-86716-395-5
  2. 2023年10月20日発売[34]、ISBN 978-4-86716-482-2
  3. 2025年1月20日発売[35]、ISBN 978-4-86716-699-4

#### チャット小説
- 『狂愛学園オンライン―好感度0＝デッドエンド―』（2020年12月18日 - 2021年7月20日、peep〈taskey〉）[36]

### 漫画原作

#### ウェブトゥーン
- 『傷だらけ聖女より報復をこめて』（作画：SORAJIMA、ピッコマ/めちゃコミック/comico連載、comic LAKE〈一迅社〉）
  1. 2024年3月28日発売[37]、ISBN 978-4-7580-1875-3
  2. 2024年9月27日発売[38]、ISBN 978-4-7580-1932-3
  3. 2025年7月18日発売[39]、ISBN 978-4-7580-8747-6